# Bâtiment situé 2 rue Dimitrija Tucovića à Pančevo
Le bâtiment situé 2 rue Dimitrija Tucovića à Pančevo (en serbe cyrillique : Зграда у Димитрија Туцовића 2 у Панчеву ; en serbe latin : Zgrada u Dimitrija Tucovića 2 u Pančevu) est situé à Pančevo, dans la province de Voïvodine et dans le district du Banat méridional, en Serbie. Il est inscrit sur la liste des monuments culturels de grande importance de la république de Serbie (identifiant no SK 1432).

## Présentation
Le bâtiment a été construit en 1885 pour la communauté de l'Église orthodoxe serbe ; en 1886, lui a été adjoint la « maison de saint Sava », avec une grande salle de réception. À l'origine, il abritait la bibliothèque de la communauté religieuse ainsi que la Société de chant sacré et, au rez-de-chaussée, des locaux à usage commercial. Plus tard, il a servi un moment de maison des étudiants.
L'édifice est constitué d'un rez-de-chaussée et d'un étage et, en tant qu'immeuble d'angle, il s'inscrit dans un plan en « L ». Sur les deux façades, les fenêtres de l'étage sont en plein cintre, encadrées par des pilastres et surmontées de linteaux reposant sur des consoles. Au-dessus de la porte d'entrée, l'angle du bâtiment est orné d'un oriel. La façade de la rue Dimitrija Tucovića possède également un porche d'entrée qui permet d'accéder la salle de réception de la maison de saint Sava ; cette salle donne sur un balcon en fer forgé ; elle a été peinte en 1886 par l'artiste viennois Eduard Klein.